# Roger Abbott
Roger Abbott, né le 10 juillet 1946 à Birkenhead (Royaume-Uni) et mort le 26 mars 2011 à Toronto (Canada),,, est un acteur canadien et producteur de télévision, donnant dans la satire politique.

## Filmographie

### comme Acteur
- 1975 : In Good Company (série TV)
- 1985 : Reckless Disregard (TV) : Chubby Man
- 1992 : The Trial of Red Riding Hood (TV)
- 1993 : Royal Canadian Air Farce (série TV) : Gilbert Smythe Bite-Me / Jean Chrétien / Peter Mansbridge / George W. Bush / Billy Two-Willies / Ralph Klein / The Pope / Jimmy O'Toole / Brian Williams / Sam / Various
- 2002 : Duct Tape Forever (en) : Easterbrook's Patron #1

### comme Producteur
- 1993 : Royal Canadian Air Farce (série TV)
- 1998 : SketchCom (en) (série TV)
- 2004 : XPM (série TV)